# Thieu
Pour les articles homonymes, voir Thieux.
Thieu (Tî en wallon) est une section de la ville belge du Rœulx, située en Wallonie dans la province de Hainaut.
C'était une commune à part entière avant la fusion des communes de 1977.
La localité est traversée par le Thiriau et le Canal du Centre.

## Étymologie
Le nom de Thieu trouve vraisemblablement son origine dans le mot «Tier » (1088) que l’on retrouve dans les textes locaux sous ses formes « Tye » (1119), « Thier » (1146) signifiant « endroit aux collines ».

## Géographie
La localité a été bâtie à flanc de coteau des deux rives du Thiriau. Elle compte le site pittoresque et bucolique d'un des quatre ascenseurs hydrauliques classés au patrimoine mondial de l'humanité mais aussi le nouvel ascenseur de Strépy-Thieu.

## Évolution démographique
- Sources : INS, Rem. : 1831 jusqu'en 1970 = recensements, 1976 = nombre d'habitants au 31 décembre.

## Histoire

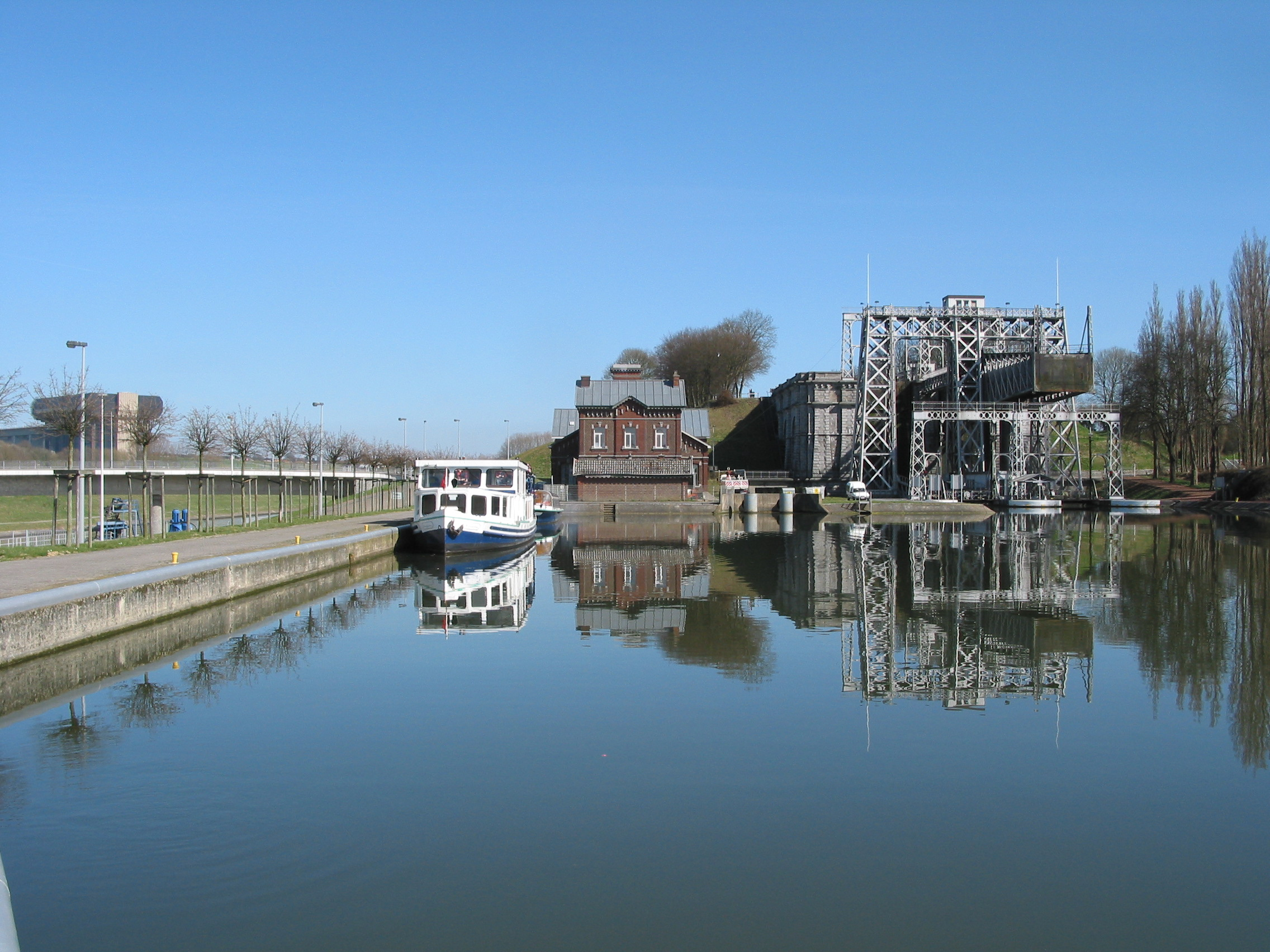
L'ascenseur n°4 et, à l'horizon, à gauche, l'ascenseur de Strépy-Thieu.

L'histoire de la localité est intimement liée à l'exploitation, aujourd'hui révolue, de la craie et du charbon. C'est par centaines que les ouvriers wallons, flamands, français, italiens, polonais, espagnols ou turcs se rendaient à la cimenterie ou au charbonnage Saint-Henri. De nos jours, ce passé industriel a laissé place à des espaces de détente et de loisir.
Le village a énormément souffert de la construction du nouveau canal, de très nombreuses maisons ayant été expropriées pour être détruites. Son centre a été complètement transformé et l'ancienne maison communale se trouverait approximativement sous l'actuel pont qui enjambe le canal.

## Liste des bourgmestres de 1830 à 1977
| Mandat    | Identité                       | Parti |
| --------- | ------------------------------ | ----- |
| 1830-1846 | Gustave Visart de Bocarmé      |       |
| 1846-1848 | Eustache Desenfants            |       |
| 1848-1861 | Léopold Delatte                |       |
| 1861-1872 | Louis Empein                   |       |
| 1872-1879 | Gustave Van de Kervhove-Visart |       |
| 1879-1891 | Eloy Fievez                    |       |
| 1891-1896 | Antoine Dendalle               |       |
| 1896-1904 | Jean Joseph Delatte            |       |
| 1904-1905 | Eloy Fievez                    |       |
| 1905-1908 | Henri Piron                    |       |
| 1908-1921 | Léon Delporter                 |       |
| 1921-1945 | Léopold Hardat                 |       |
| 1946-1970 | Léon Roland                    |       |
| 1971-1976 | Elie Hoyas                     |       |

## Patrimoine et culture

### Patrimoine architectural

#### Patrimoine religieux

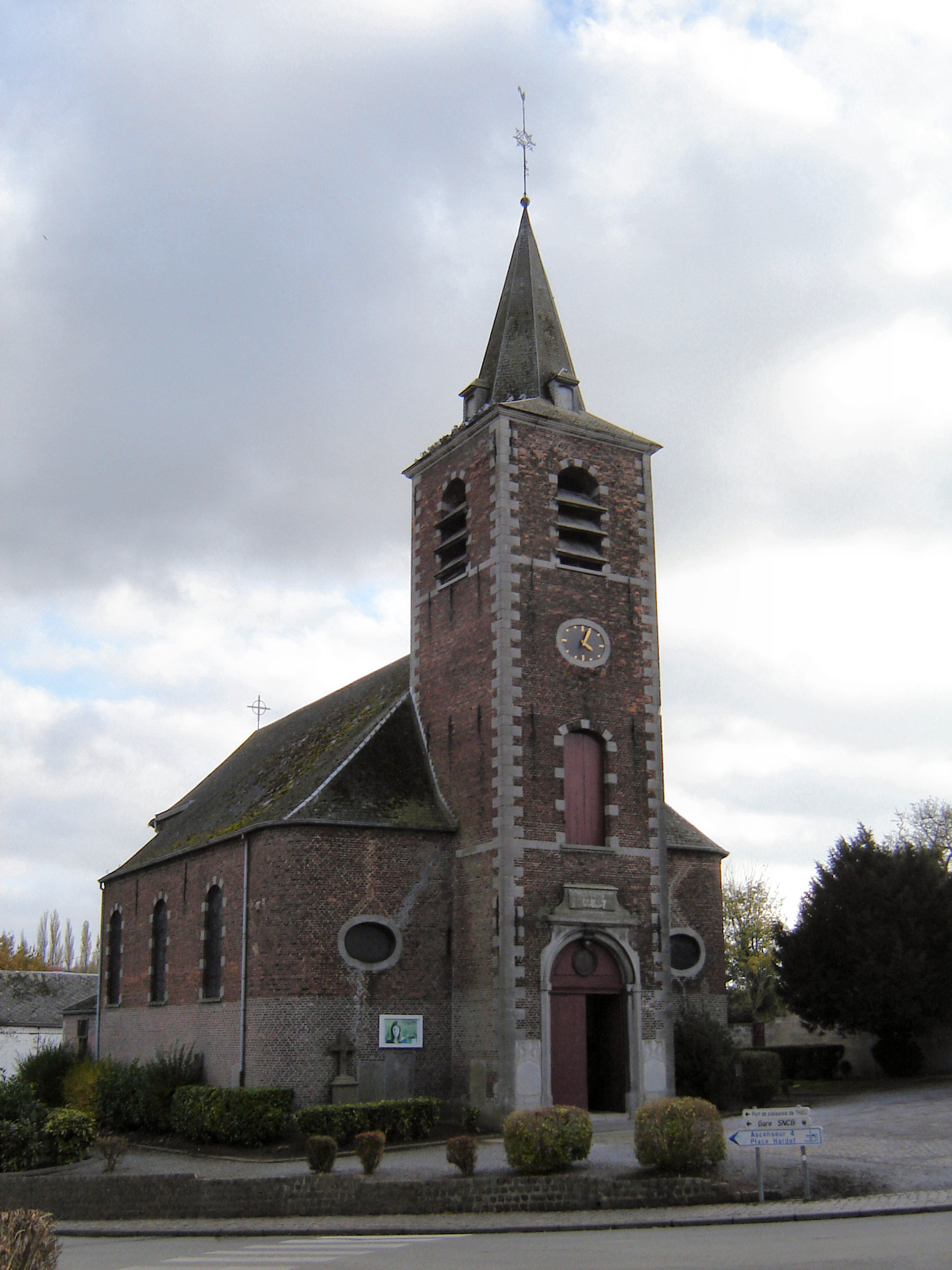
L'église Saint-Géry.

##### Église Saint-Géry
Cette église a été reconstruite en 1792 dans le style semi-classique aux frais de l'abbaye de Saint-Denis-en-Broqueroie. Quelques illustrations au fond de l'église rappellent que le Thiérois Jean-Joseph Delplancq officia le tout premier Te Deum en présence de Léopold Ier en juillet 1831.

##### Chapelle Notre-Dame de Bonne-Espérance
Cette chapelle est située à l'entrée de la rue de la Cense du Roi à Thieu. Construite en 1934 et bénite le 6 octobre 1935, elle a été déplacée en 1984 à la suite des importantes expropriations qui eurent lieu lors de la construction du nouveau canal. Elle se situe de nos jours au pied de la rampe d'accès de l'école Saint-Joseph.
Cette chapelle est dédiée à Monseigneur Jean-Joseph Delplancq, baptisé à Thieu le 30 janvier 1767. Il fut évêque du diocèse de Tournai de 1829 à 1834. Il eut la délicate mission de réorganiser le clergé. Il ouvrit le grand séminaire à Tournai et instaura le petit séminaire de Bonne-Espérance. Il participa au réaménagement de l'université de Louvain. Il eut aussi le privilège de présider le tout premier Te Deum à Saint-Michel et Gudule à Bruxelles le lendemain de l'intronisation de Léopold Ier, le 22 juillet 1831.

## Économie

### Transports
- Gare de Thieu
- Bus 30 Thieu - Strépy-Bracquenies - La Louvière - Morlanwelz - Anderlues